# Jessica Alba
Jessica Alba   (Pomona, 28 d'abril de 1981) Jessica Marie Alba, és una actriu nord-americana.
Ha format part de pel·lícules com: The Eye (2008), Bill (2007), Els quatre fantàstics (2005), Els 4 fantàstics i en Silver Surfer (2007) The Sleeping Dictionary (2004), Honey (2003), Paranoia (2000), La mà diabòlica (1999) i Sin City (2005). També ha intervingut a altres sèries de televisió com, Dark Angel o Flipper.
El seu germà Joshua Alba també és actor.
L'actriu apareix en la rubrica Hot 100 del magazine Maximal i ha estat triada com la dona més desitjable de l'any 2006 pel lloc anglofon AskMen.com. També ha estat nominada la « dona més sexy del món » (Sexiest Woman in the World) per la revista FHM el 2007 i va quedar segona en la mateixa classificació l'any 2008. Apareix a la portada de la revista Playboy.

## Biografia

### Infantesa i formació
Jessica Alba va néixer a Pomona a Califòrnia, filla de Catherine (nascuda Jensen) i Mark Alba. Jessica Alba és de ascendència quebequesa i danesa per la seva mare, mentre que el seu pare és d'origen mexicà.
Els seus pares es van casar molt joves. El seu avi matern va ser oficial durant 30 anys a la marina americana, i va servit al Pacífic durant la Segona Guerra Mundial. Després va ser percussionista de la Marine Band. Jessica Marie Alba va ser educada en una família de l'exèrcit de l'aire amb el seu germà Joshua i els seus avis fins als 17 anys. A causa de la carrera militar del seu pare, la família de Jessica es va desplaçar a Mississipi i a Texas abans de tornar a Califòrnia
Jessica Alba ha rebut diversos premis, com el Teen Choice, a l'actriu predilecta dels adolescents (de 12 a 19 anys), i el premi Saturn, a la millor actriu de televisió per a la seva actuació a Dark Angel.
Jessica Alba és igualment una dona de negocis. El gener del 2012, cofunda la societat The Honest Company, empresa especialitzada en la fabricació de productes de manteniment no tòxics.
Jessica, durant la seva infantesa, va patir moltes malalties: ha tingut dos atelèctasis, diverses pneumònies i una ruptura de l'apèndix. Aquestes malalties l'han aïllada dels altres nens a l'escola, perquè estava sovint a l'hospital que ningú no la coneixia prou per ser amic d'ella ». Pateix igualment d'hiperactivitat (TDAH) i pren un tractament (Metilfenidat).
Amb 11 anys, participa en un càsting amb tota la seva família però és sola qui s'endú el premi d'un any de curs de teatre, que ella condensa durant un estiu per no perdre l'escola. Amb 17 anys, participa de nou en un taller de teatre.
El seu estat de salut va millorar en arribar a Califòrnia. Va obtenir el seu diploma de fi d'institut als 17 anys i va poder a continuació seguir els cursos de teatre de la Atlantic Theater Company.

### Carrera

#### Començaments i revelació televisiva
El seu primer petit paper va ser el de Gail a Camp Nowhere (1993). Al principi, tenia un contracte per a dues setmanes, però el seu paper va durar dos mesos perquè l'actriu qui tenia el paper va haver d'absentar-se.
Jessica Alba ha aparegut en dues publicitats televisades per a Nintendo i J. C. Penney. A continuació ha figurat a diversos papers independents. Ha actuat a tres episodis dels Increïbles poders de Alex l'any 1994.
A continuació interpreta Maya les dues primeres temporades de Flipper: The New Adventures. Sota la tutela de la seva mare, guarda-costa, Jessica aprèn a nedar abans que a caminar i és submarinista certificada PADI (Professional Assotiation of Diving Instructors); ha pogut utilitzar aquesta competència per a la sèrie filmada a Austràlia.
L'any 1998, fa de Melissa Hauer en un episodi de Brooklyn South, a continuació enllaça el paper de Leanne a dos episodis de Beverly Hills, 90210.
Actua en un episodi de The Love Boat, en el paper de Leila. L'any 1999, apareix a la comèdia P.U.N.K.S.
Després que Jessica acabi l'equivalent de l'institut, estudia per ser actriu amb William H. Macy i la seva dona Felicity Huffman a la Atlantic Theater Company, que va ser fundada per Macy i el director David Mamet.
Jessica Alba comença a ser reconeguda a Hollywood l'any 1999 després haver aparegut a films "adolescents" com College actitud (amb Drew Barrymore), a La mà diabòlica, i obté el seu primer paper principal al film Paranoid.
Tanmateix, el seu més gran cop és pel paper-títol de Dark Angel. En efecte, James Cameron la va escollir per al paper de Max Guevara entre 1.200 candidates. Coescrita per Cameron, la sèrie produïda per la FOX explica les aventures d'un súper-soldat genèticament modificat en un futur pròxim, paper que interpreta Jessica Alba durant 2 temporades fins al 2002. El seu treball és d'altra banda recompensat per una nominació al Globus d'Or.
Durant la seva preparació per a Dark Angel, durant la qual s'entrenava 3 hores cada dia, Jessica Alba estava obsessionada per l'exercici, fins a dir que « Moltes noies tenen problemes relatius a la seva alimentació, i jo també. Hi estava obsessionada. » Jessica recorda haver tingut problemes quan va baixar a 50 kg, i cita sovint la seva pubertat i l'aparició de les seves corbes que causaven problemes des dels 12 anys. En efecte, Jessica tenia por d'esdevenir algú amb sobrepès com altres membres de la seva família, i cuinava doncs per a ella des d'aquella edat.

#### Els anys 2000: ascensió cinematogràfica

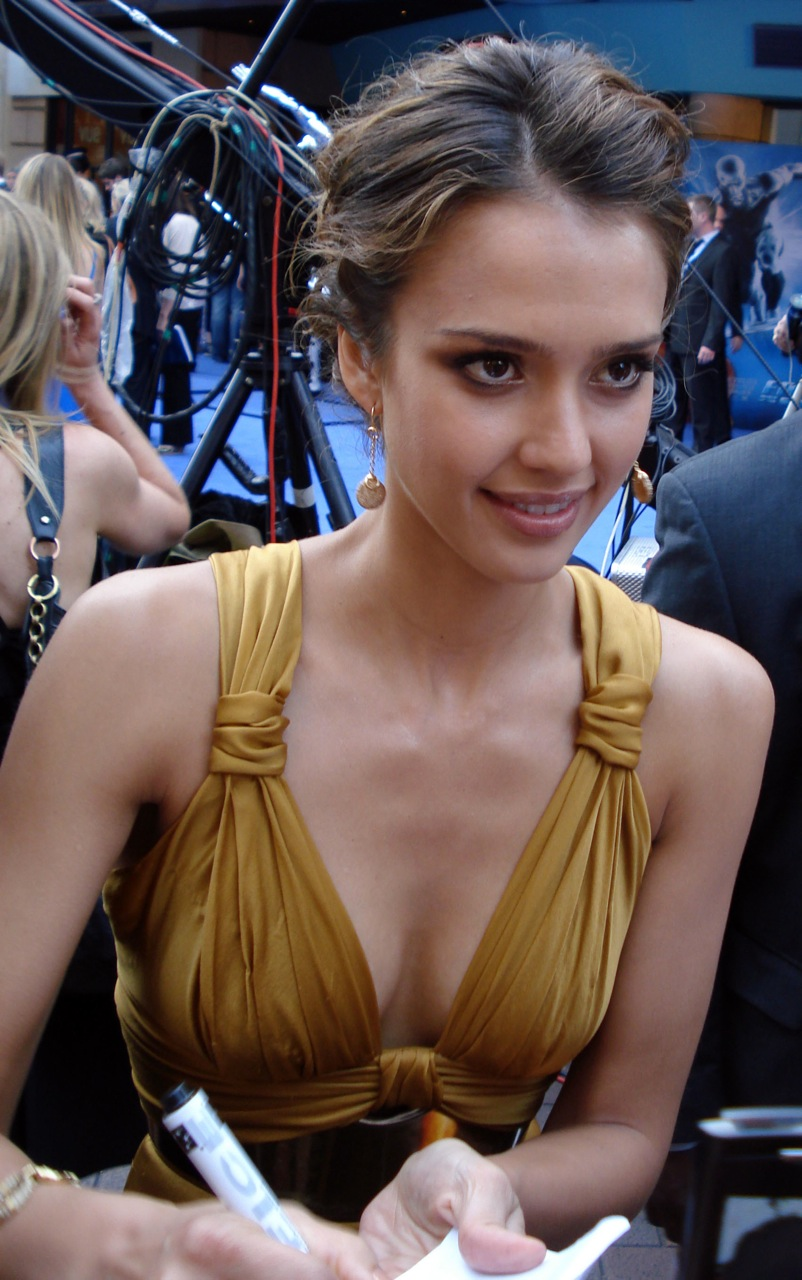
A Londres en el moment de l'estrena del film Fantastic Four: Rise of the Silver Surfer, 12 de juny de 2007.

Des de 2003, Jessica Alba ha prosseguit una intensa carrera cinematogràfica amb papers variats. Interpreta una ballarina que desitja ser coreografa a Honey (2003). Té el paper d'una indígena enamorada d'un anglès colonial a The Sleeping Dictionary el mateix any.
L'any 2005, Jessica interpreta Nancy Callahan a Sin City. Fa també el mateix any a Fantastic Four el paper de Susan Storm/La dona invisible. Sempre l'any 2005, Jessica Alba interpreta la companya d'un caçador de tresors (Paul Walker) a Into the Blue.
L'any 2006, Jessica Alba presenta els premis MTV Movie i participa en esquetxos que parodien els films King Kong, Missió impossible 3, i El codi Da Vinci.

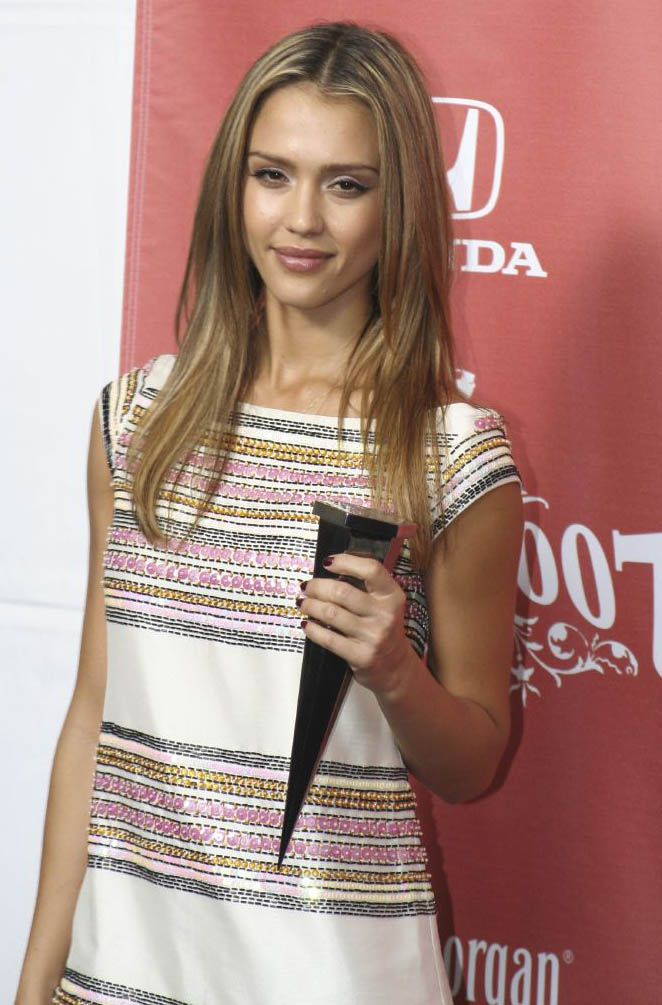
Als Scream Awards 2007.

L'any 2007, torna a fer el paper de Susan Storm a la continuació de la interpretació cinematogràfica del Comics de Marvel, Fantastic Four: Rise of the Silver Surfer. Interpreta una filla una mica maldestre, especialista en l'ensinistrament de pingüins en el còmic Good Luck Chuck. Actua també en una altra comèdia titulada The Ten.
L'any 2008, Jessica té el primer paper al film The Eye que és un remake d'un film de Hong Kong que porta el mateix nom. Dona també la rèplica a Hayden Christensen a Awake (estrenada l'any 2007 als Estats Units). Jessica actua també a dues comèdies: Love Gourou amb Mike Myers i Bill.

#### Els anys 2010: confirmació i retorn televisiu
L'any 2010, s'aventura en un registre més adult i arriscat amb el thriller The Killer Inside Me, de Casey Affleck. El mateix any, apareix al clip de Lonely Island I Just Had Sex amb Blake Lively. Actua igualment en la comèdia d'èxit, Little Fockers, envoltada d'una plèiade d'estrelles com Robert De Niro, Ben Stiller, Dustin Hoffman i Barbra Streisand.
L'any 2011, crea una empresa especialitzada en la fabricació i la comercialització de productes ecològics, The Honest Company. Aquesta activitat paral·lela permet compensar una carrera cinematogràfica marcada per una certa irregularitat.

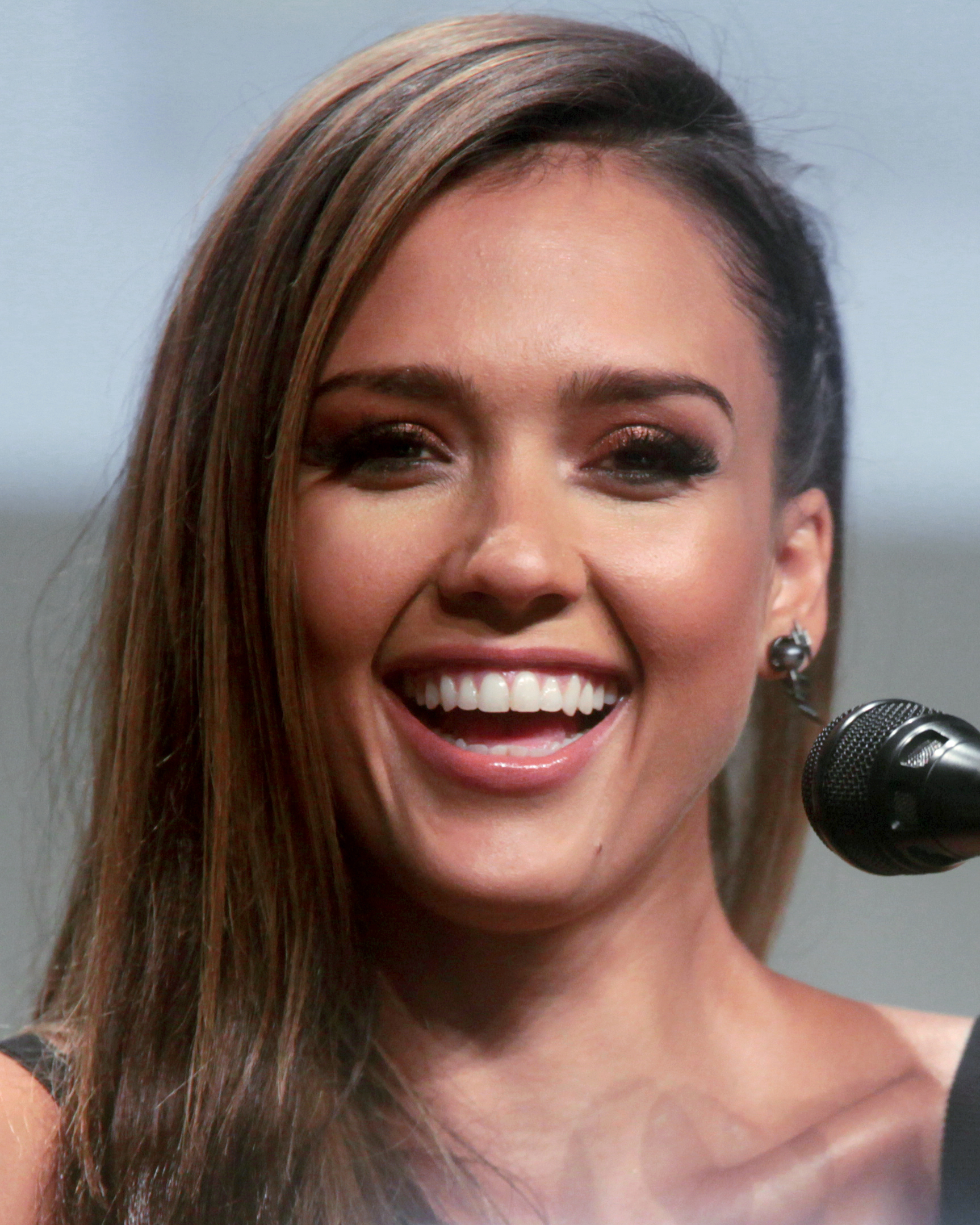
Jessica Alba a la Convenció Internacional de Còmics de San Diego, per a la promoció de Sin City: A Dame to Kill For, l'any 2014.

Així, l'any 2014, quan reprèn el seu paper a Sin City: A Dame to Kill For, la molt esperada continuació de Sin City, és un nou fracàs de critica i comercial. El cineasta Robert Rodriguez era no obstant això el cineasta que li havia ofert els dos únics èxits de critica de la seva carrera: Sin City l'any 2005, i Machete, l'any 2010.
Per contra, encara l'any 2014, una petita producció, el film d'acció Stretch, en el qual té un paper secundari, li ofereix la tercera acollida critica positiva de la seva carrera.
Secunda Pierce Brosnan i Salma Hayek a la comèdia romàntica Teach Me Love, que surt l'any 2015 i costa convèncer el públic. El mateix any, porta el film independent d'acció Secret Agency que tampoc genera entusiasme, a continuació apareix breument a Entorn, es tracta de l'adaptació cinematogràfica de la sèrie de televisió del mateix nom, en la qual l'actriu ja havia participat, en un episodi, l'any 2004. Surt igualment, l'any 2015, la comèdia dramàtica independent Baby, Baby, Baby que rep una acollida positiva dels crítics, però en la qual l'actriu dona només la rèplica a Adrianne Palicki i Brian Klugman i no té un paper principal.
L'any 2016 esdevé la consellera de Arnold Schwarzenegger a l'emissió de televisió The Celebrity Apprentice. En el cinema, secunda Lily Rabe al thriller de terror The Veil, s'uneix al repartiment reunit per Kevin Connolly per a la seva comèdia d'aventures, Dear Eleanor i interpreta la companya de l'heroi, encarnat per Jason Statham, a la superproducció d'acció Mechanic: Resurrection. Cap dels seus projectes no susciten l'entusiasme dels crítics però el film d'acció omple les sales.
L'any 2017, participa en el primer reality show d'Apple per a la plataforma Apple Music a l'emissió Planet of the Apps, al costat de diversos empresaris. Aquell any surt la comèdia d'acció El Camino Christmas en la qual interpreta una periodista.
L'any 2018, l'actriu fa el seu gran retorn a la televisió, setze anys després d'haver portat amb èxit la sèrie Dark Angel, signant per al paper regular de Nancy McKenna a la sèrie derivada dels films d'acció Bad Boys i Dos policies rebels, acompanyada de Gabrielle Union que torna amb el paper que ocupava al segon film.

## Vida privada

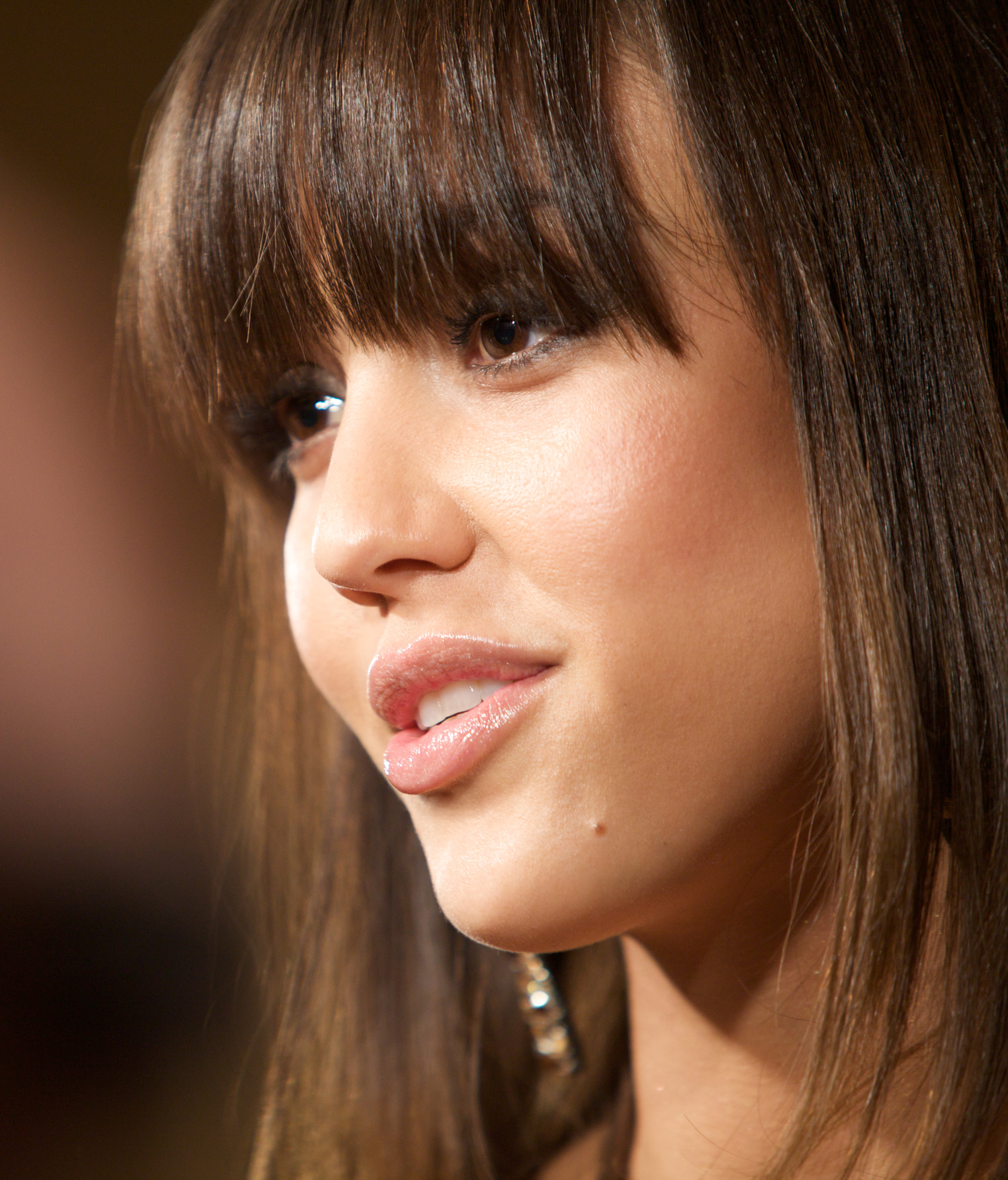
Jessica Alba l'any 2009.

Jessica Alba ha estat educada en una família catòlica i es considera com « creient ». En la seva adolescència, va ser adepta del moviment Born again. Abandona aquest moviment religiós quatre anys més tard perquè té la impressió de ser jutjada per la seva aparença.
| « | Els homes grans em feien proposicions sexuals i la meva guia espiritual deia que era perquè portava vestits provocadors, però no era veritat. He tingut la impressió que, era desitjable de certa manera als ulls del sexe oposat, era culpa meva, i he sentit la vergonya del meu cos i del meu estat de dona | » |

Jessica Alba té objeccions pel que fa a les condemnes per l'església contra la sexualitat prematrimonial i l'homosexualitat, i igualment en el cas de la falta de protagonistes femenins forts a la Bíblia.
| « | Pensava que era una guia interessant, però no era així com volia portar la meva vida | » |

Com a filla de conservadors i practicants, Jessica Alba, a qui els seus avis no permetien de portar el mallot de bany a la llar, manté una clàusula de no-nuesa al seu contracte. Declina així les proposicions dels directors Frank Miller i Robert Rodriguez
| « | No actuo nua. És així. Això fa potser de mi una mala actriu. Jo no faré potser alguns papers a causa d'això, però sento massa aprehensió | » |

.
Per regla general, Jessica Alba ha estat doblada a totes les escenes on surt nua. L'any 2009, faria una primera violació a aquesta regla al film The Killer InsideMe, en una escena al començament del film. L'any següent, apareix totalment nua sota la dutxa a una escena del film Machete. Però l'escena és en realitat parcialment trucada: l'actriu la va rodar en roba interior, que va ser retirada per ordinador en postproducció.
En el cas dels seus orígens multiètnics, Jessica Alba s'expressa com segueix :
| « | El meu avi era l'únic mexicà de la seva facultat, del seu lloc de treball i també del country club. Ha tractat d'oblidar les seves arrels mexicanes, perquè no volia que els seus fills se sentin diferents a Amèrica. La meva àvia i ell no han parlat espanyol amb els seus fills. Ara, en tant que americana de tercera generació, tinc la impressió de no tenir finalment cap lligam. Durant tota la meva vida, he crescut sense que cap "raça" no m'hagi mai acceptat… doncs no he mai sentit un lligam a una "raça" específica. He tingut una educació molt americana, em sento americana, i no parlo espanyol. Doncs per als que diuen que sóc una actriu llatina, d'acord, però això no em correspon, no és sincer. He cregut sempre estar al marge de la societat; ara percebo que la gent són diferents d'un punt de vista ètnic. Tenia sempre al cap el color de pell enfosquida i els meus llavis generosos quan era una nena, perquè tenia la impressió de no correspondre-hi. Als nostres dies, ha esdevingut convencional, el color ja no és un problema, ho visc fins i tot positivament | » |

Durant el rodatge de Dark Angel, Jessica manté una relació amb Michael Weatherly, el seu company a la sèrie. Es van aixecar algunes controvèrsies a causa de la seva diferència d'edat de dotze anys. La seva relació durarà quatre anys.
Jessica Alba ha declarat que el seu company ideal sèrie un home molt més gran; feia referència a Morgan Freeman, Sean Connery, Robert Redford, i Michael Caine.
Jessica Alba comparteix la vida amb Cash Warren, fill de l'actor americà Michael Warren, que va conèixer durant el rodatge del film Els 4 Fantàstics l'any 2004.
Jessica Alba va començar a aprendre l'espanyol durant el seu embaràs, amb la finalitat de poder expressar-se en aquesta llengua amb el seu fill. Jessica i el seu promès es casen el 19 de maig de 2008, 3 setmanes abans el naixement de la seva filla, Honor Marie Warren, el 7 de juny de 2008 a Los Angeles; va tenir una segona filla, Haven Garner Warren, el 13 d'agost de 2011
El 17 de juliol de 2017, anuncia esperar el seu tercer fill en el seu compte Instagram. El 31 de desembre de 2017, dona naixement al seu tercer fill, un nen que es dirà Hayes Alba Warren.

### Empreneduria
L'any 2011, enfrontada a problemes d'al·lèrgia amb els seus fills, Jessica crea la seva pròpia empresa The Honest Company que comercialitza productes i roba ecològica. Surt el març de 2013 el seu primer llibre, The Honest Life, basat en el seu mode de vida i les seves idees ecològiques.
L'any 2016, la seva empresa té un valor de més de 1.700 milions de dòlars i realitza més de 150 milions de venda. La revista Forbes la classifica llavors com « l'empresària més rica dels Estats Units ».
La seva empresa és no obstant això regularment atacada, ja sigui per ser jutjada ineficaç pels consumidors, ja sigui a causa de productes nocius trobats en una llet en pols per a bebè.
El setembre de 2016, el grup Unilever s'hauria posicionat per comprar per mil milions la seva empresa.

## Filmografia

### Cinema
- 1994: Camp Nowhere de Jonathan Prince: Gail
- 1995: Venus Rising de Leora Barish i Edgar Michael Bravo: Eve, de jove
- 1999: P.U.N.K.S. de Sean McNamara: Samantha Swoboda
- 1999: Never Been Kissed de Raja Gosnell: Kirsten Liosis
- 1999: La mà diabòlica (Idle Hands) de Rodman Flender: Molly
- 2000: Paranoia (Paranoid) de John Duigan: Chloe
- 2003: The Sleeping Dictionary de Guy Jenkin: Selima
- 2003: Honey de Bille Woodruff: Honey Daniels
- 2005: Sin City de Robert Rodriguez, Frank Miller i Quentin Tarantino: Nancy Callahan
- 2005: Els quatre fantàstics (Fantastic Four) de Tim Story: Susan Storm / La dona invisible
- 2005: Into the Blue de John Stockwell: Sam Nicholson
- 2007: Good Luck Chuck de Mark Helfrich: Cam Wexler
- 2007: The Ten de David Wain: Liz
- 2007: Fantastic Four: Rise of the Silver Surfer de Tim Story: Susan Storm / La dona invisible
- 2007: Bill de Bernie Goldmann i Melisa Wallack: Lucy
- 2007: Knocked Up de Judd Apatow: ella mateixa (cameo, no surt als crèdits)[39]
- 2007: Awake de Joby Harold: Sam
- 2008: The Eye de David Moreau i Xavier Palud: Sydney
- 2008: The Love Guru de Marco Schnabel: Jane Bullard
- 2010: An Invisible Sign de Marilyn Agrelo: Mona Gray
- 2010: Valentine's Day de Garry Marshall: Morley Clarkson
- 2010: The Killer Inside Me de Michael Winterbottom: Joyce Lakeland
- 2010: Machete de Robert Rodriguez i Ethan Maniquis: Sartana
- 2010: Little Fockers de Paul Weitz: Andi Garcia
- 2011: Spy Kids: All the Time in the World de Robert Rodriguez: Marissa Cortez Wilson
- 2013: Escape from Planet Earth de Callan Brunker: Lena (veu)
- 2013: A.C.O.D. de Stu Zicherman: Michelle
- 2013: Machete Kills de Robert Rodriguez: Santana
- 2014: Sin City de Frank Miller i Robert Rodriguez: Nancy Callahan
- 2014: Teach Me Love de Tom Vaughan: Kate
- 2014: Stretch de Joe Carnahan: Charlie
- 2015: Barely Lethal de Kyle Newman: Victoria Knox
- 2015: Baby, Baby, Baby de Brian Klugman: Susie
- 2015: Entourage de Doug Ellin: elle-même
- 2016: Mechanic: Resurrection de Dennis Gansel: Gina
- 2016: The Veil de Phil Joanou: Maggie Price
- 2016: Dear Eleanor de Kevin Connolly: Daisy

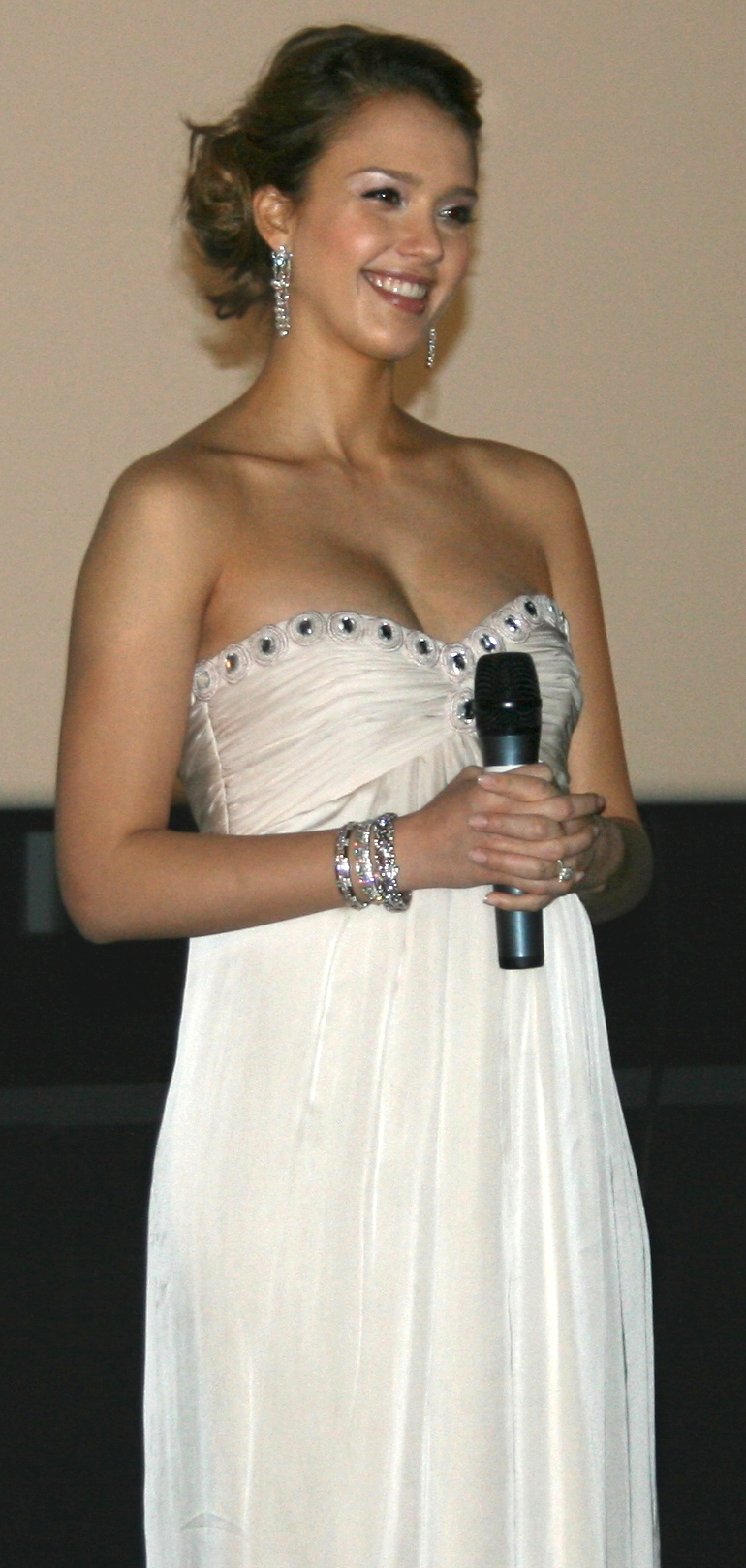
Jessica Alba embarassada a la preestrena de The Eye difosa a la UGC Ciné Citat La Defensa, a Puteaux, l'any 2008.

### Televisió

#### Sèries de televisió
- 1994: Les Incroyables Pouvoirs d'Alex: Jessica (temporada 1, episodis 1, 2 i 5)
- 1996: Chicago Hope: Florie Hernandez (temporada 2, episodi 18)
- 1996: ABC Afterschool Specials: Christy (temporada 25, episodi 1)
- 1995-1997: Les Nouvelles Aventures de Flipper le dauphin: Maya Graham (44 episodis)
- 1998: Brooklyn South: Melissa Hauer (temporada 1, episodi 12)
- 1998: Beverly Hills, 90210: Leanne (temporada 8, episodis 23 i 24)
- 1998: La croisière s'amuse, nouvelle vague: Layla (temporada 1, episodi 2)
- 2000-2002: Dark Angel: Max Guevara (42 episodis)
- 2003: Rock Me Baby: ella mateixa (temporada 1, episodi 9)
- 2003: MADtv: Jessica Simpson (temporada 9, episodi 5)
- 2004: Entourage: ella mateixa (temporada 1, episodi 2)
- 2009: The Office: Sophie (temporada 5, episodi 13)
- 2010: Saturday Night Live: La companya (temporada 36, episodi 10)
- 2014: The Spoils of Babylon: Dixie Mellonworth (temporada 1, 4 episodis)
- 2015: Barely Famous: ella mateixa (temporada 1, episodi 2)

des de 2018: Bad Boys Spinoff: Nancy McKenna 

#### Clips
- 2010: I Just Had Sex de The Lonely Island's feat. Akon: la relació de Jorma Taccone
- 2015: Bad Blood de Taylor Swift: Domino

## Premis i nominacions
Dades tretes de la base imdb

### Premis
- 27e cerimònia dels Premis Saturn 2001: Millor actriu en una sèrie de televisió dramàtica per a Dark Angel (2000-2001).
- Premis ALMA 2001: Revelació de l'any
- Premis TV Guia 2001: Revelació de l'any en una sèrie de televisió dramàtica per a Dark Angel (2000-2001).
- Premis Teen Choice 2001: Millor actriu en una sèrie de televisió dramàtica per a Dark Angel (2000-2001).
- Premis Golden Schmoes 2005: 
  - Millor Repartiment de l'any per a Sin City
  - Millor actriu de l'any
- Premis MTV Movie 2006: Interpretació més sexy per a Sin City
- Premis Scream 2006: Súper heroïna més sexy per a les Quatre Fantàstics
- Premis Teen Choice 2008: Millor actriu a un film de terror per a The Eye
- Premi Golden Raspberry 2011: Pitjor segon paper femení per a The Killer Inside Me, El dia de Sant Valentí, Machete
- Premis ALMA 2011: Millor actriu a un drama d'aventures per a Machete

### Nominacions
- Premis YoungStar 1998: Millor interpretació per una jove actriu a una sèrie de televisió per a Flipper
- Premis ALMA 2001: Millor actriu en una nova sèrie de televisió per a Dark Angel
- Globus d'Or 2001: Globus d'Or a la millor actriu en sèrie de televisió dramàtica per a Dark Angel
- Premis Young Artist 2001: Millor interpretació per una jove actriu en una sèrie de televisió dramàtica per a Dark Angel
- Premis ALMA 2002: Millor actriu en una sèrie de televisió per a Dark Angel.
- Bravo Otto 2002: Millor actriu en una sèrie de televisió
- 28e cerimònia dels Premis Saturn 2002: Millor actriu de televisió per a Dark Angel
- Premis Kids' Choice 2002: Heroïna d'acció preferida per a Dark Angel
- Premis Teen Choice 2002: Millor actriu en una sèrie de televisió dramàtica per a Dark Angel
- Premis Teen Choice 2004:
- Millor actriu en un film d'acció dramàtica per a Honey
- Millor petó per a Honey, compartit amb Mekhi Phifer
- Millor alquímia per a Honey, compartit amb Mekhi Phifer
- Revelació femenina de l'any a un film per a Honey
- Bravo Otto 2005: Millor actriu
- Premis Teen Choice 2005: Millor actriu a un thriller d'acció per a Sin City
- Premis ALMA 2006: Millor actriu a un segon paper per a Sin City
- 32e cerimònia dels Premis Saturn 2006: millor actriu en un segon paper per a Sin City
- Critics Choice 2006: Millor Repartiment per a Sin City, compartit amb Mickey Rourke, Clive Owen, Rosario Dawson, Benicio del Toro, Brittany Murphy, Elijah Wood, Alexis Bledel, Jamie Thomas King, Bruce Willis, Devon Aoki i Nick Stahl

Premis Kids' Choice 2006: Actriu de film preferida per Fantastic Four.
MTV Movie & TV Awards 2006: 
- - Millor Repartiment per Fantastic Four 
  - Millor heroi per Fantastic Four

Premi Golden Raspberry 2006: Pitjor actriu per a Into the Blue i per Fantastic Four
Premis Teen Choice 2006: Millor actriu en un film dramàtic/d'acció o d'aventures per Fantastic Four 
TV Land Awards 2007: Star femenina del petit i gran pantalla
- Premis Teen Choice 2007: 
  - Millor actriu a un film d'acció o d'aventures per Fantastic Four: Rise of the Silver Surfer
- Premis Razzie 2008 :
  - Pitjor actriu per a Awake, Charlie, les filles li diuen gràcies i Fantastic Four: Rise of the Silver Surfer
  - Pitjor parella per a Awake, compartit amb Hayden Christensen
  - Pitjor parella per a Charlie, les filles li diuen gràcies, compartit amb Dane Cook
  - Pitjor parella per Fantastic Four: Rise of the Silver Surfer, compartit amb Ioan Gruffudd
- Premis People's Choice 2008 :
  - Actriu de film d'acció preferida
  - Actriu líder preferida
- Razzie Awards 2009: Pitjor actriu per a The Eye i Love Gourou